# Неизбывность (альбом)
Неизбывность — мини-альбом российской группы 25/17, выпущенный весной 2022. Перед релизом альбома, ранее вышел сингл «Россимон» (2022), который вошёл в альбом. 3 июня 2022 трек «Остаться» из альбома стартовал в хит-параде Чартова дюжина. По итогам года, песня заняла 3 место в чарте. В течение следующей недели, после выхода альбома, в чарте Apple Music впереди всех оказались 25/17. Тогда они сместили с первого места Bushido Zho с его релизом "NO BANG! HOLD ON!". «Наш новый альбом о поиске счастья - возможно ли быть счастливым здесь, на Земле» — говорил Бледный. 1 сентября, в день рождения Анта, вышел альбом-продолжение «Одолень», в который вошло 7 треков.

## Список композиций
| №                   | Название            | Длительность |
| ------------------- | ------------------- | ------------ |
| 1.                  | «Будьте счастливы»  | 1:48         |
| 2.                  | «Остаться»          | 3:47         |
| 3.                  | «Кесарь»            | 2:47         |
| 4.                  | «Россимон»          | 3:27         |
| 5.                  | «Карамультук»       | 3:35         |
| 6.                  | «Город»             | 2:58         |
| 7.                  | «Несерьёзно»        | 3:03         |
| Общая длительность: | Общая длительность: | 21:26        |

## История создания
Историей создания альбома поделился Андрей Бледный в интервью «Комсомольской правде»:
— Мы просто записывали песни и, когда некое количество песен было готово, мы его выпустили. Все песни, кроме одной, были записаны до 24 февраля. И только одна песня, «Россимон», была написана после. Совместок на альбоме нет, ну, так получилось, хотя, наверное, песню «Несерьёзно» с моей дочкой можно посчитать совместкой.
— Когда альбом был собран, вы собирались его выпускать, получается, до опять же всех событий, которые начались 24-го? Или уже как бы ты понял, что нужно добавить туда какую-то песню, без которой он будет смотреться не очень целостно?
— Альбом был готов, мы хотели его выпускать, но тут случились известные события, побочным эффектом которых стало то, что агрегаторы стали уходить с нашего рынка. Агрегаторы занимаются доставкой песен на стриминговые площадки. И вдруг это стало все очень сложно. И пока мы решали эти вопросы, пока наш менеджмент решал эти вопросы, мы записали седьмую песню — сочинили, записали — и она вошла на этот альбом.
— Ты понимал, те, кто, может быть, не послушал ещё, обязательно послушают, мы им это порекомендуем сделать, я пару слов скажу об этом треке, название его так сказать неологизм, как мне кажется, как я это понял — «Россимон» — отсылает она к фильму, который называется «Расёмон», очень известного японского режиссёра Акиро Куросавы, это экранизация рассказа Акутагавы «В чаще», такого полудетективного, где мы видим взгляд на одно и то же событие, казалось бы, совершенно разных позиций, совершенно разных интерпретаций, и как бы исходя из вашего трека, складывается впечатление, что все, что происходит сейчас вокруг нашей страны и в нашей стране, и рядом с нашей страной, оно с этой песней и связано безоговорочно. В связи с этим у меня такой вопрос к тебе, если я все верно трактовал, — насколько ты понимал, что необходимость высказаться по теме гложет твое сердце? Или это было давление комментаторов, поклонников, людей, близких тебе? Почему она вообще возникла, эта песня?
— Меня, конечно же, переполняли эмоции. Я написал первый вариант текста, мы его забраковали, он был слишком эмоционален. Написал второй вариант текста — он тоже был слишком эмоционален. Потом мы поехали в Александро-Свирский монастырь перед постом и по возвращении оттуда я написал уже третий вариант текста, который мы и записали. Как-то уже с более холодной головой, так скажем.
— Вот одна из самых мелодичных и, может быть, даже, ну, не хотелось бы говорить попсовых, но мелодичных таких песен «Остаться» не завершается, а скорее, разрывает её твой куплет, который мне показался, ну, может быть, максимально исповедальным из того, что я слышал в вашем творчестве, конкретно в твоих текстах. Понятно, что лирический герой, понятно, что дистанция между автором и трали-вали, все это понятно, но, тем не менее, там, где ты читаешь о том, что «сквозь зубы хрипел несправедливо, загонялся люто и загнал себя как лошадь, я должен научиться первым прощать» — вот такие вещи, насколько это относится к самому тебе, насколько ты действительно выговаривался в этом треке?
— Ну, весь мелодизм — это, конечно же, заслуга Антона Владимировича, как обычно, вся красота этой песни. Когда мы её сочинили, я не очень хотел её выпускать. Как раз по причине того, что она получилась слишком личной и слишком простой. Слишком простой текст. Мы такие давно не пишем.
— А вот композиция «Город», так сказать, перекличка с Борисом Борисовичем и его отсылке тоже к городу золотому, они, ну, опять же, это все бессознательно выходит из тебя или, допустим, была идея сделать современную какую-то аллюзию, оммаж какой-то на вот этот его трек знаменитый?
— Мне постоянно снится какой-то город, то есть, это собирательный образ. Это города, где я был, города, где я жил. Когда я просыпаюсь, я вспоминаю и узнаю какие-то локации. И вот каждый раз я в этот город возвращаюсь. И мне там снятся мои друзья, мои родные, которых уже давно нет. Там все живые, все молодые и радостные. И в какой-то момент я услышал музыку, которую написал Антон Владимирович, и все сложилось. И я написал этот текст, это было потоком, я не думал в этот момент про Гребенщикова, но, как образ, это очень хорошо подошло. То есть, это какой-то несуществующий, какой-то небесный город, в который я каждый раз возвращаюсь.
— И не случайно в этой связи, мне кажется, что именно на эту песню клип вы сделали для фильма с участниками фильма, ну и ты снялся в нём, с картиной «Сказка для старых», о котором мы тоже говорили. Ведь там тоже речь идет о переходе на другую территорию, скажем так, где, собственно, люди, которых уже нету на земле. Правильно я понимаю задумку?
— Мне нравится, что можно по-разному интерпретировать то, что в фильме происходит, то есть, твоя точка зрения тоже может быть верной. После съемок в фильме мы ужинали с Ромой Михайловым, рассказывали друг другу какие-то новости, он спросил, что мы нового написали, сочинили, я с телефона поставил ему этот трек и он предложил взять его в фильм. Он захотел, чтобы этот трек звучал в фильме. Мы решили, что он подходит, созвучен тому, что происходит в фильме…

## Рецензии
Выбор Бориса Барабанова
Группа 25/17 начала писать безысходные тексты о России далеко не вчера, и, если бы на новом альбоме «Неизбывность» появилась песня «Пепел» со словами «русофобы говорят нам, что борются с режимом, но тут режим сам русофоб неудержимый», никто бы не удивился. Но этой песне год. И альбом «Неизбывность» с песнями, частично написанными до, частично после 24 февраля 2022 года, интонационно и содержательно продолжает ту работу, которую взяли на себя Андрей Бледный и Антон Завьялов. Они не любят громких эпитетов и точно не хотят, чтобы их определяли как «патриотических рэперов». Свою страну они объездили вдоль и поперек, знают её получше многих, их сарказм по отношению к диванным воинам и любителям составлять «списки тех, кто составляет списки» соседствует с безграничным состраданием ко всем, кто здесь. Первый сингл с нового альбома «Россимон» выглядел как комментарий буквально к сегодняшнему дню, песня «Город» вошла в мрачную психоделическую драму Федора Лаврова «Сказка для старых», но в «Неизбывности» в целом, без сомнений, есть свет, причем буквально в конце — в последней песне альбома «Несерьезно».
Альбом получил хорошие оценки и рецензии, а уже осенью группа выпустила новый мини-альбом «Одолень», который сильнее запал в душу слушателям.

## «На старославянском, которая поёт?»
После выхода альбома, слушатели начали задавать вопросы, что за символы «•КЄ•ЗІ•» на обложке. «Одной из тем стала попытка христианского осмысления России и происходящего вокруг неё». Андрей Бледный на альбоме много читает о покаянии, об отношении к себе и своим собственным ошибкам: «Я должен научиться первым прощать, быть проще, И это для меня сложнее, чем сказать прости, Что-то типа как бомжа прижать к своей груди». Таким образом, данный альбом — очень сложный и, отчасти, даже мрачный. Это попытка видеть свет в конце тоннеля.
Чтобы подчеркнуть духовность тем на альбоме, группа выбрала необычный способ оформления обложки. На ней на первый взгляд какие-то странные и непонятные буквы.
На самом деле это буквы из церковнославянского алфавита. А точнее, это цифры. Да-да, вам не показалось, это именно цифры. Ведь в церковнославянском языке нет арабских цифр, они генерируются из букв. Такими цифрами обозначаются страницы книг в богослужебных книгах Русской Православной церкви. Цифры на альбоме — это на церковнославянском означает 25/17.
Что говорят по этому поводу сами музыканты:
Нам часто задают вопрос, что это за буквы на обложке альбома и что они значат?
 
Сейчас мы все пользуемся арабскими цифрами, хотя сами арабы называли их индийскими. А в Древней Руси цифры обозначались буквами из кириллицы.
В прошлом году мы были в «Александро-Свирском монастыре», и там я обратил внимание на даты, написанные таким образом, — буквами. И я решил на будущем релизе написать название нашей группы на старославянском. Ведь, как говорил когда-то музыкальный журналист Руслан Муннибаев: мы самая русская рэп-группа. Хотя мы уже давно перестали быть только рэп-группой и вышли за границы жанра. Мы посмотрели таблицы лингвиста Бондалетова и составили название группы. Чтобы убедиться, что мы всё сделали правильно, я написал доктору филологических наук, специалисту по литературе Древней Руси, автору замечательного романа «Лавр», писателю Евгению Водолазкину. И он подтвердил, что мы правильно написали название нашей группы буквами старославянской кириллицы. 
Андрей Бледный
Ну а теперь эти символы можно увидеть на нашем мерче. Мы не стали ограничиваться футболками, и вместе с ювелиром Светланой Субботиной сделали целую коллекцию: кольца, браслеты, подвески. Культуру в массы, деньги в кассу, как говорится.
Антон Завьялов